# 王继川
王继川（1918年5月—2017年3月24日），山东文登人，原名王桂荣，中华人民共和国女政治家。

## 生平
1938年1月，加入中国共产党。历任青岛市救国会负责人，中共山东泰西地委、长清县委妇女委员，山东泰西行政委员会秘书，山东鲁西行政主任公署宣教科长，延安杨家湾军政招待所文化教员，青岛市公安局一处办公室秘书科长、主任，中央公安部一处科长、副处长，吉林省人委办公厅副主任，长春市钢厂副厂长，长春新华印刷厂副书记，吉林省委办公厅副主任，吉林省人民政府副秘书长兼办公厅主任等职务。2017年3月24日，在长春逝世，享年99岁。